# Kienesa

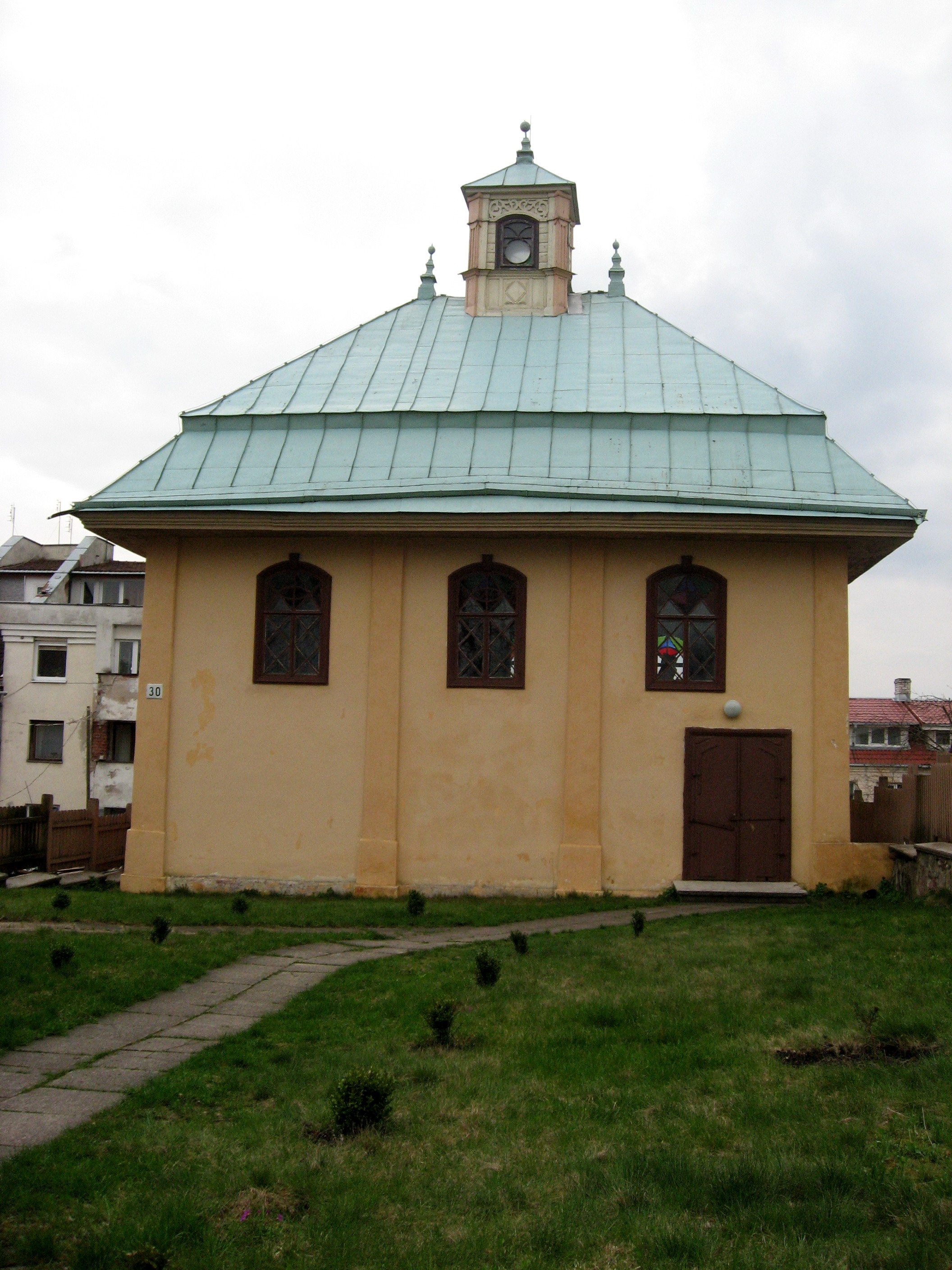
Kienesa w Trokach

Kienesa, kenesa – karaimski dom modlitwy. Nazwa pochodzi od hebrajskiego słowa kenes (כֶּנֶס), oznaczającego zgromadzenie; powstała ona bezpośrednio z hebrajskiego lub pośrednio poprzez pochodzące od tego określenia arabskie słowo kanisa (كَنِيسَة), oznaczające niemuzułmański dom modłów. Wnętrze kienesy podzielone jest zazwyczaj na 3 podstawowe części: hall, nawę główną – przeznaczoną dla mężczyzn oraz balkon – babiniec dla kobiet. Wystrój wnętrza jest bardzo skromny, nie umieszcza się ozdób, obrazów. Centralną część kienesy stanowi echał.
Obecnie w Europie czynnych jest tylko pięć kienes:
- Wielka Kienesa w Eupatorii
- Mała Kienesa w Eupatorii
- Kienesa w Wilnie
- Kienesa w Stambule
- Kienesa w Trokach

W latach 1944–1988 we Wrocławiu funkcjonowała jedyna w powojennej Polsce kienesa.